# Governo Depretis VI
Il Governo Depretis VI è stato il ventitreesimo esecutivo del Regno d'Italia, il sesto guidato da Agostino Depretis.  
Esso, nato in seguito alle dimissioni del governo precedente, è stato in carica dal 30 marzo 1884 al 29 giugno 1885 (sebbene già dimissionario dal precedente 18 giugno), per un totale di 456 giorni, ovvero 1 anno, 2 mesi e 30 giorni.

## Compagine di governo

### Appartenenza politica
| Partito | Partito          | Presidente | Ministri | Totale |
| ------- | ---------------- | ---------- | -------- | ------ |
|         | Sinistra storica | 1          | 8        | 9      |
|         | Indipendente     | -          | 2        | 2      |

Con l’appoggio esterno, saltuario, della Destra storica.

### Situazione parlamentare
NOTA: Ai tempi del Regno d'Italia, poiché secondo lo Statuto Albertino il governo rispondeva nei fatti al solo Re, la fiducia parlamentare in senso moderno non era obbligatoria (ed in tal senso vari sono stati i casi di formazione di un governo palesemente privo di tale supporto). La prassi di determinare la sopravvivenza dell’esecutivo in base al supporto parlamentare, dunque, si è andata sviluppando solo successivamente, specie con l’ascesa dei partiti di massa e con l’introduzione del sistema proporzionale, in tempi molto più tardi rispetto all’unità, ed ufficialmente solo con la Costituzione della Repubblica Italiana. Per questo motivo, il grafico sottostante espone, secondo ricostruzioni e dichiarazioni, nonché secondo la composizione del governo, l’eventuale supporto che questo avrebbe o ha ottenuto.
| Camera              | Collocazione     | Partiti                  | Seggi     |
| ------------------- | ---------------- | ------------------------ | --------- |
| Camera dei deputati | Maggioranza      | DEM (289), IND (9)       | 298 / 508 |
| Camera dei deputati | Appoggio esterno | PLC (147)                | 147 / 508 |
| Camera dei deputati | Opposizione      | ER/DEM-D. (62), PSRI (1) | 63 / 508  |

## Composizione
| Carica                                | Titolare                                        | Titolare                                                             | Titolare                                                        |
| Presidenza del Consiglio dei ministri | Presidenza del Consiglio dei ministri           | Presidenza del Consiglio dei ministri                                | Presidenza del Consiglio dei ministri                           |
| ------------------------------------- | ----------------------------------------------- | -------------------------------------------------------------------- | --------------------------------------------------------------- |
| Presidente del Consiglio dei ministri |                                                 |                                                                      | Agostino Depretis (Sinistra storica)                            |
| Ministero                             | Ministri                                        | Ministri                                                             | Ministri                                                        |
| Affari Esteri                         |                                                 |                                                                      | Pasquale Stanislao Mancini (Sinistra storica)                   |
| Agricoltura, Industria e Commercio    |                                                 |                                                                      | Bernardino Grimaldi (Sinistra storica)                          |
| Lavori Pubblici                       |                                                 |                                                                      | Francesco Genala (Sinistra storica)                             |
| Interno                               |                                                 |                                                                      | Agostino Depretis (Sinistra storica)                            |
| Pubblica Istruzione                   |                                                 |                                                                      | Michele Coppino (Sinistra storica)                              |
| Guerra                                |                                                 |                                                                      | Emilio Ferrero (Sinistra storica) (fino al 24 maggio 1884)      |
| Guerra                                |                                                 | Cesare Francesco Ricotti-Magnani (Indipendente) (dal 24 maggio 1884) |                                                                 |
| Marina                                |                                                 |                                                                      | Benedetto Brin (Indipendente)                                   |
| Finanze                               |                                                 |                                                                      | Agostino Magliani (Sinistra storica)                            |
| Grazia e Giustizia e Culti            |                                                 |                                                                      | Niccolò Ferracciù (Sinistra storica) (fino al 24 novembre 1884) |
| Grazia e Giustizia e Culti            |                                                 | Enrico Pessina (Sinistra storica) (dal 24 novembre 1884)             |                                                                 |
| Tesoro                                | Agostino Magliani (Sinistra storica) Ad interim | Agostino Magliani (Sinistra storica) Ad interim                      | Agostino Magliani (Sinistra storica) Ad interim                 |

## Cronologia

### 1884
- 30 marzo - Il governo giura dinnanzi al Re.

### 1885
- 15 gennaio - Viene promulgata la Legge per il Risanamento della città di Napoli.
- 18 giugno - La Camera dei Deputati approva con solo quattro voti di scarto (163 favorevoli, 159 contrari) il bilancio degli esteri; vista l'esigua maggioranza, Depretis dichiara le dimissioni del governo e si accinge a formare un nuovo esecutivo, con il beneplacito del Re, in cui assumerà personalmente il dicastero precedentemente occupato da Pasquale Stanislao Mancini.
- 29 giugno - Con il giuramento del nuovo esecutivo termina ufficialmente l’esperienza di governo.